# Varnsdorf
Varnsdorf település Csehországban, Děčíni járásban. Varnsdorf Großschönau, Seifhennersdorf, Leutersdorf, Horní Podluží, Krásná Lípa, Rumburk, Dolní Podluží és Rybniště településekkel határos. Lakosainak száma 14 716 fő (2024. január 1.).

## Népesség
A település lakosságának változását az alábbi diagram mutatja:
| Lakosok száma | 13 180 | 23 501 | 22 242 | 13 463 | 16 356 | 15 263 | 15 611 | 15 297 | 14 390 | 14 716 |
|               | 1869   | 1900   | 1921   | 1961   | 1980   | 2011   | 2016   | 2019   | 2021   | 2024   |